# 스테프니 메이어
스테프니 메이어(영어: Stephenie Meyer 스테퍼니 마이어[*] /ˈmaɪ.ər/, 1973년 12월 24일 ~ )는 미국의 소설가이다. 주요 작품으로는 뱀파이어의 사랑 이야기 시리즈인 《트와일라잇》을 비롯한 《뉴문》, 《이클립스》, 《브레이킹 던》 등이 있다.

## 소개
메이어는 2003년 6월 1일 밤, 미국 애리조나주 피닉스에 있는 자신의 집에서 스테프니 메이어는 아주 신비로운 꿈을 꾸게 된다. 그 꿈의 내용은 초원에서 한 소녀가 멋진 뱀파이어 남자와 대화하고 있었는데 그들은 금방 사랑에 빠졌고 남자는 소녀의 피를 마시고 싶은 욕구를 참는 것이 얼마나 어려운지 그녀에게 말해주는 내용이었다.
메이어는 꿈을 꾸기 이전까지는 그다지 글을 써본 경험이 없었다. 그러나 꿈이 너무나 생생했기 때문에 글을 쓰지 않을 수 없었다. 스테프니 메이어는 3개월간 밤을 새워가며 빠른 속도로 꿈 이야기를 글로 옮겼다.이리하여 소설 《트와일라잇》이 탄생하게 된다.

## 작품
트와일라잇 시리즈
- 2005년 트와일라잇
- 2006년 뉴문
- 2007년 이클립스
- 2008년 브레이킹 던
- 트와일라잇 끝나지 않은 이야기
- Life and Death (트와일라잇 성전환 버전)
- 브리 태너
- 미드나잇 선 (본편이 벨라의 시점이었다면 미드나잇 선은 에드워드 시점)

그밖
- 호스트 (The Host) (2008)
- 케미스트 (The Chemist)